# Cerro del Mesón
El cerro del Mesón es una elevación que se localiza en la llanura costera del norte del estado de Veracruz, en las cercanías de la ciudad de Poza Rica de Hidalgo, Veracruz.
El cerro se encuentra al noreste de la ciudad, a una distancia aproximada de 8 km, desde la cima ofrece una vista panorámica muy amplia de la ciudad de Poza Rica.
Su altura máxima oscila los 242 m s. n. m. y es fácilmente accesible mediante brechas o caminos vecinales que conducen hasta la cima de dicho cerro.
La cima se encuentra coronada por una exuberante vegetación tropical original de la zona, aunque en sus alrededores se localizan tierras de cultivo, sembradíos de agricultores de la zona y tierras dedicadas a la actividad ganadera de los pobladores locales.

## Relevancia histórica
La mañana del domingo 25 de enero de 1970, durante el inicio de la 2.ª etapa de la campaña del entonces candidato presidencial por el Partido Revolucionario Institucional al gobierno de la república Luis Echeverría Álvarez, un avión tipo Corvair con las siglas XC-00K propiedad de la paraestatal mexicana CFE se estrelló en la cima del Cerro del Mesón debido a una intensa neblina, dejando un saldo de 14 víctimas, la mayoría de ellos periodistas que cubrían la campaña presidencial para diferentes medios de comunicación como la agencia PIMSA, El Sol de México, El Heraldo de México, La Prensa, La Afición, Excélsior y Ovaciones, siendo el único sobrevivente de aquella tragedia el periodista Jesús Kramsky.
Un monumento en la ciudad de Poza Rica de Hidalgo, denominado "Monumento a los Caídos" conmemora la tragedia.